# Basilique Notre-Dame-de-la-Délivrande de Popenguine
Cette  basilique n’est pas la seule basilique Notre-Dame-de-la-Délivrande.
La basilique Notre-Dame-de-la-Délivrande est un édifice religieux catholique sis à Popenguine, un village sur la Petite-Côte au Sénégal, à 70 kilomètres au sud de Dakar. Mise en chantier à la fin du XIXe siècle, l’église ne fut achevée qu’en 1988. Abritant une Vierge Noire, elle est devenue un sanctuaire marial de grande importance pour le pays. Des pèlerinages très fréquentés y ont lieu annuellement.
L’église fut érigée en basilique mineure par le pape Jean-Paul II lors de sa visite pastorale au Sénégal, en 1992. Le sanctuaire Notre-Dame-de-la-Délivrande a été aménagé autour, comprenant notamment une reproduction de la grotte de Lourdes de 500 places assises, et est reconnu depuis son inauguration le 9 décembre 2023 comme sanctuaire national par la Conférence des évêques du Sénégal, de la Mauritanie, du Cap-Vert et de Guinée-Bissau.

## Histoire
Un missionnaire spiritain alsacien, Joseph Strub (1833-1890), s’installe en 1857 à Popenguine, un village anciennement animiste habité par les Socès, devenus musulmans au XVIe siècle. Son dispensaire attire les foules et des conversions ont lieu. Le missionnaire aide également la population lorsqu’une pénurie alimentaire se fait sentir.

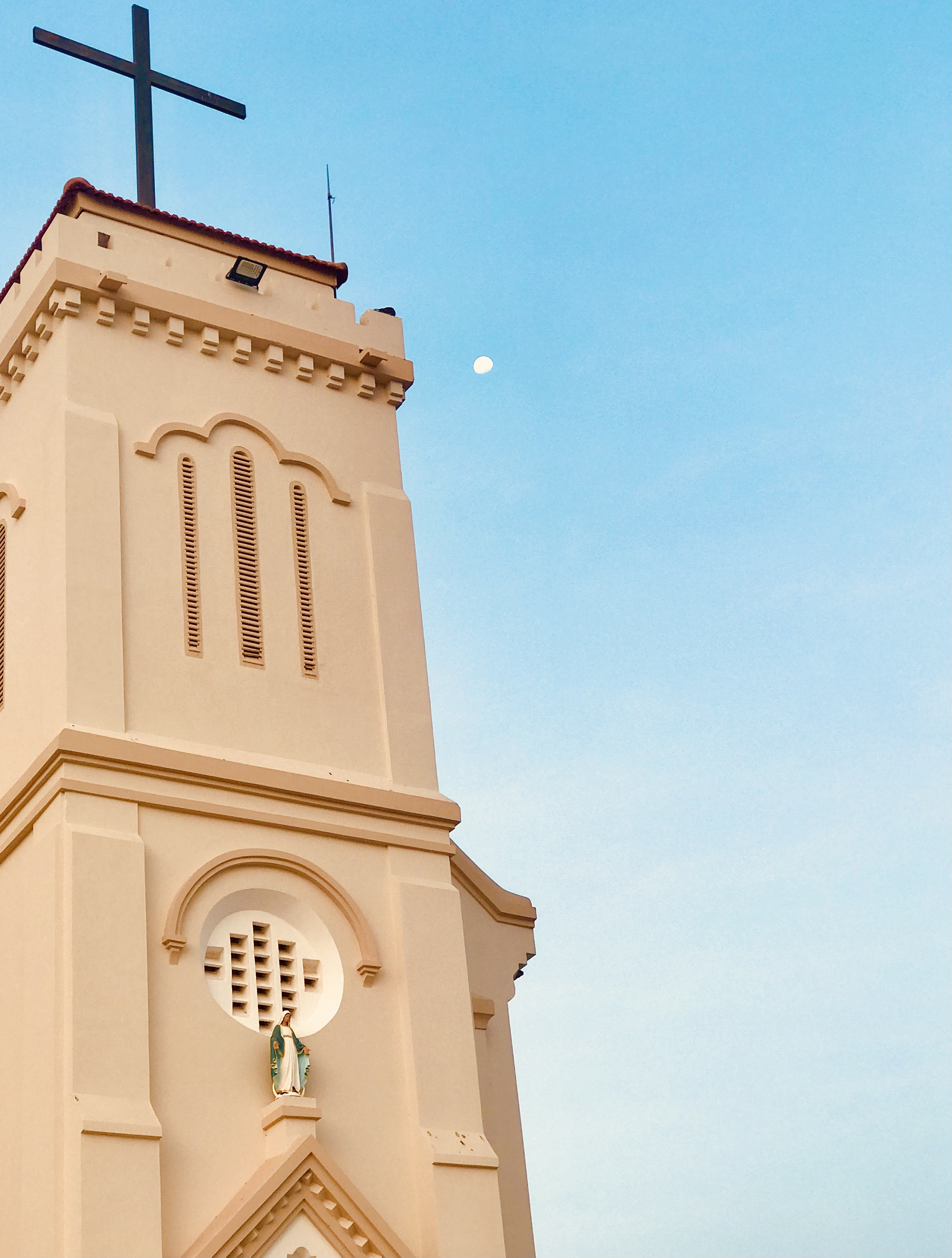
Clocher.

Un édifice religieux est mis en chantier par son successeur, en 1888, pour y abriter une statue de la Vierge Marie. Bien que sobre d’architecture et sans raffinement particulier, il n’est achevé qu’un siècle plus tard. Il est ainsi un des édifices religieux chrétiens les plus anciens du pays, et haut symbole du catholicisme sénégalais. Dès la fin du XIXe siècle l’église est sanctuaire de dévotion mariale. Tous les ans, le Lundi de Pentecôte, un pèlerinage rassemble un grand nombre de pèlerins qui marchent de Dakar à Popenguine. C’est le grand pèlerinage national des catholiques du Sénégal. Les musulmans, qui à Popenguine sont plus nombreux que les catholiques, y participent et aident à son organisation.  
En 1992 lors de sa visite pastorale au Sénégal, la statue de la Vierge Noire est bénie par le pape Jean-Paul II et le sanctuaire est élevé au rang de basilique mineure. Procurant une grande visibilité à la basilique, cette visite donna un regain de vigueur au pèlerinage marial annuel.
En 2023, le sanctuaire Notre-Dame-de-la-Délivrande est aménagé autour de la basilique. Il est inauguré le 9 décembre de l’année, et reconnu dès lors comme sanctuaire national par la Conférence des évêques du Sénégal, de la Mauritanie, du Cap-Vert et de Guinée-Bissau.

## Intérieur

La Vierge noire.
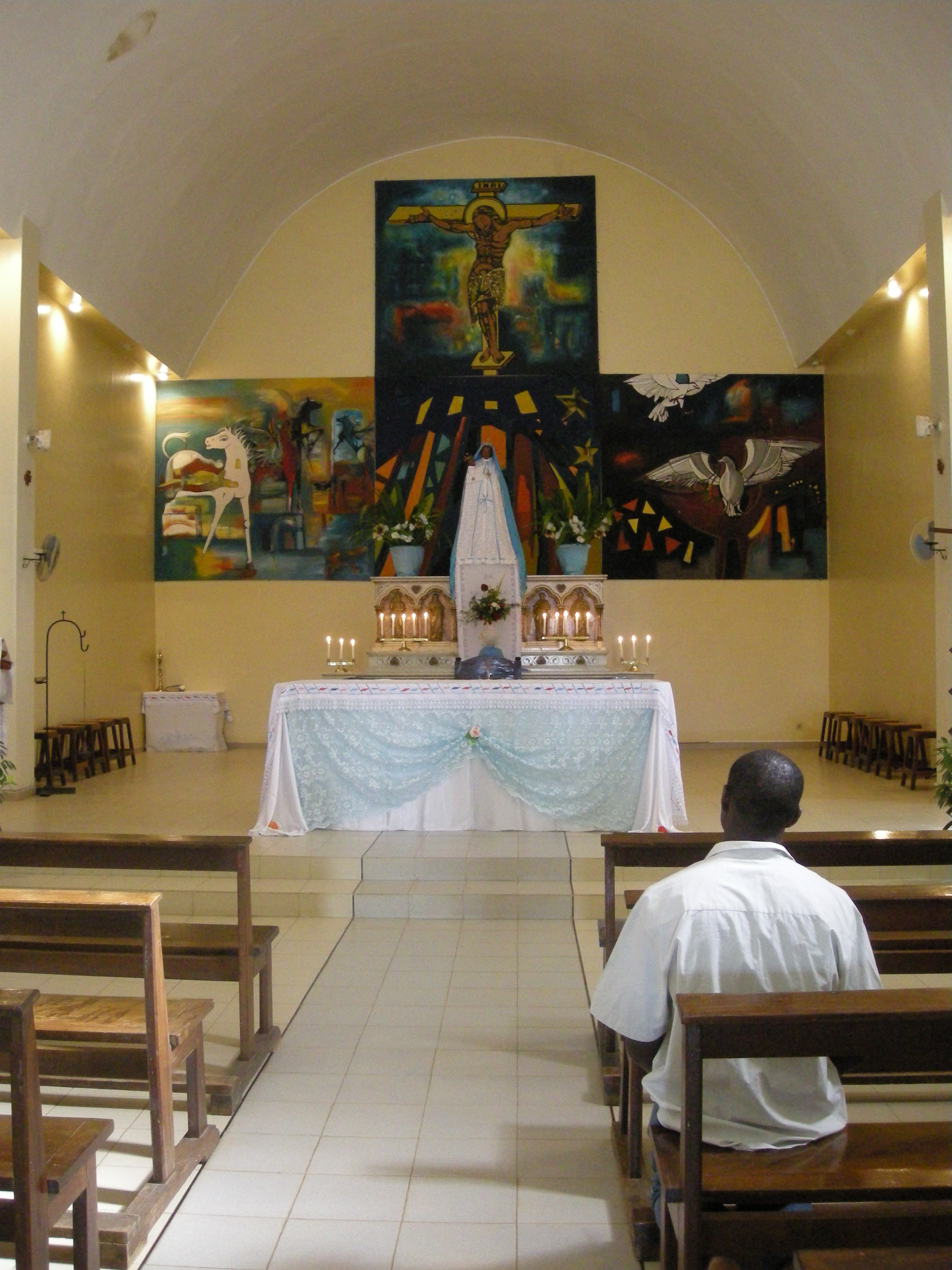
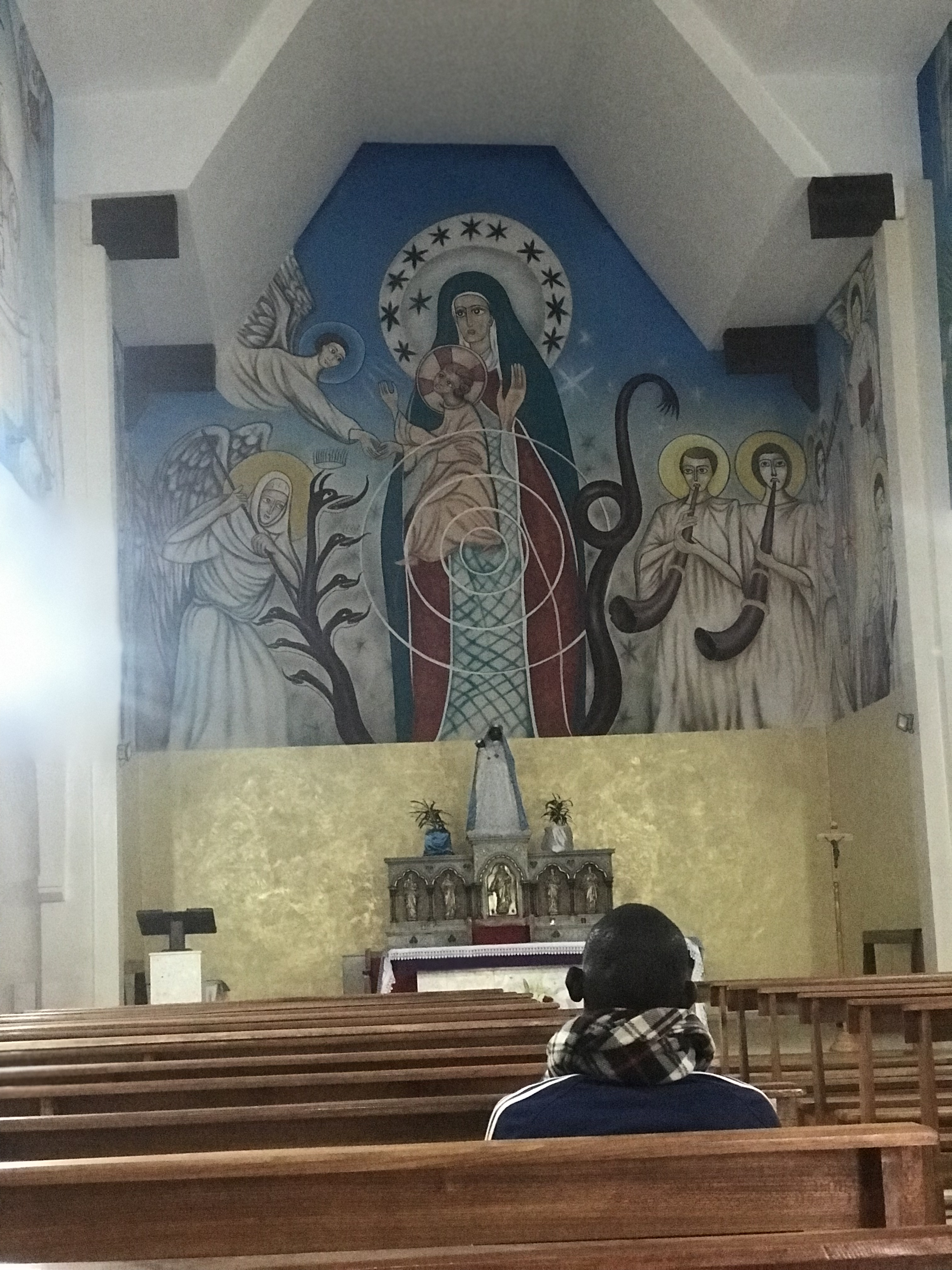

## Personnalité
- Le cardinal Hyacinthe Thiandoum est originaire de Popenguine. Comme c’est le cas pour beaucoup d’autres dans le village sa famille est mixte, comprenant des chrétiens et des musulmans.